# Kvarntjärnen (Mora socken, Dalarna, 677484-142225)
Kvarntjärnen är en sjö i Mora kommun i Dalarna och ingår i Dalälvens huvudavrinningsområde.